# Indocypha katharina
Indocypha katharina är en trollsländeart som först beskrevs av James George Needham 1930.  Indocypha katharina ingår i släktet Indocypha och familjen Chlorocyphidae. IUCN kategoriserar arten globalt som otillräckligt studerad. Inga underarter finns listade i Catalogue of Life.